# Định luật Clarke
Định luật Clarke do nhà khoa học và nhà văn người Anh Arthur C. Clarke đặt ra, bao gồm:
1. Nếu một nhà khoa học lão thành nói một vấn đề nào đó là có thể, hãy tin ông ta, ông ta nói đúng đấy. Nhưng nếu như ông ta nói một chuyện là không thể, thì khoan hãy tin tưởng, có lẽ ông ta nói sai đấy.
2. Con đường duy nhất để khám phá ra các giới hạn của cái có  thể là hãy liều lĩnh tiến vào cái không thể.
3. Bất kỳ kỹ thuật tiên tiến nào, lúc mới nhìn cũng không khác chi ma thuật.